# Mallosoma piptadeniae
Mallosoma piptadeniae là một loài bọ cánh cứng trong họ Cerambycidae.